# Aviatik D.III
L'Aviatik D.III fu un aereo da caccia monomotore biplano sviluppato dall'azienda aeronautica tedesco imperiale Automobil und Aviatik AG e rimasto allo stadio di prototipo.
Progettato per fornire un nuovo modello per equipaggiare gli Jasta della Luftstreitkräfte durante la prima guerra mondiale, benché ad una valutazione comparativa riuscì ad ottenere prestazioni interessanti, superiori all'Albatros D.V già in linea dal maggio 1917, non riuscì ad essere avviato alla produzione in serie.

## Storia del progetto
Nell'ambito di un costante rinnovamento del parco velivoli in dotazione ai reparti aerei, l'ufficio tecnico dell'Automobil und Aviatik nel 1917 avviò lo sviluppo di un nuovo modello che potesse soddisfare i requisiti della classe D-Type espressi dall'Idflieg, ovvero velivoli monoposto dalla velatura biplana destinati al combattimento aereo.
L'ufficio tecnico dell'azienda impostò il progetto del nuovo modello basandosi sul precedente Aviatik D.II, caccia biplano/sesquiplano, ovvero con i due piani alari di diversa apertura, con ali a scalamento positivo, realizzato con la tecnica della struttura mista, costruito nel 1916 e rimasto allo stadio di prototipo. Il nuovo caccia, identificato come da convenzioni Idflieg D.III in quanto terzo progetto accettato dell'azienda di Friburgo in Brisgovia, introduceva alcune interessanti particolarità tecniche. La fusoliera, dalla ridotta sezione frontale e realizzata con la ricopertura di fogli di compensato sagomati ed incollati tra loro, tecnica acquisita dalla Albatros Flugzeugwerke, presentava un'estensione ventrale atta a fungere da supporto all'ala inferiore. La cellula era inoltre ideata per essere equipaggiata con il nuovo motore aeronautico Benz Bz.IIIb dall'architettura 8 cilindri a V e raffreddato a liquido.
Il prototipo venne portato in volo per la prima volta nel novembre 1917, equipaggiato con un motore Benz Bz.IIIbo da 195 PS (144 kW), versione che comandava a presa diretta l'elica bipala in legno. Dopo le prime prove venne presentato alla commissione Idflieg tra il 9 ed il 12 febbraio 1918, durante la prima valutazione comparativa tra prototipi di velivoli da caccia tenuta presso l'aerodromo di Adlershof, nei dintorni di Berlino, dove i piloti erano invitati a partecipare direttamente alla valutazione ed alla selezione dei nuovi velivoli da destinare alla produzione di serie. Benché si fosse dimostrato in grado di competere con i migliori modelli concorrenti e superando nello specifico quelle di un Albatros D.V messo a confronto, tanto da aggiudicarsi un contratto per una limitata fornitura da testare in ambito operativo, la commissione esortò lo sviluppo del modello suggerendo alcune modifiche. A tale scopo l'azienda avviò la costruzione di un secondo prototipo, sempre equipaggiato con il V8 ma nella versione Bz.IIIbm dotata di riduttore. Quest'ultimo, presentato nel marzo 1918 confermò le migliori prestazioni rispetto ai modelli allora in linea.
La conclusione del conflitto però non consentì di terminare alcun nuovo velivolo, con i pochi esemplari motorizzati Bz.IIIbo rimasti in avanzato stato di costruzione.

## Utilizzatori
Germania
- Luftstreitkräfte